# Thomas Boch
Thomas Boch (* 23. Oktober 1810 in Hanau; † 20. August 1878 in Witzenhausen) war ein kurhessischer, später preußischer Verwaltungsbeamter. Er war Landrat in den Kreisen Gelnhausen (1849–1851), Wolfhagen (1865–1868) und Witzenhausen (1868–1878).

## Leben
Boch wurde als Sohn des Kaufmanns Johann Georg Boch in Hanau geboren. Am Ort seines ersten beruflichen Einsatzes heiratete er am 26. November 1843 im Alter von 33 Jahren Friederike Kreibaum in Eschwege.
Am 17. Mai 1827 war er als Student der Rechte an der kurhessischen Landes-Universität in Marburg immatrikuliert und nach dem Studium und dem Examen als Praktikant am Kreisamt (später Landratsamt) in Hanau und während seiner Referendarzeit bei der Provinzregierung und der Polizeidirektion in Hanau sowie bei den Kreisämtern Gelnhausen und Schlüchtern tätig.
Am 28. November 1838 ernannte ihn das Ministerium in Kassel zum Kreissekretär in Eschwege und versetzte ihn 1843 nach Hofgeismar. Rund zehn Jahre später, am 5. August, im Revolutionsjahr 1848, übertrug man ihm kommissarisch das Amt des Landrats des Kreises Gelnhausen.
In den beiden Revolutionsjahren 1848/49 änderte sich auch die Verwaltungsgliederung so manchen deutschen Landes, in Kurhessen wurden die Regierungen der Provinzen, die Residenz- und Provinzial-Polizei-Direktionen und auch die Kreisämter aufgehoben. Es wurden für die früheren Provinzen Bezirke mit einem Bezirksvorstand gebildet und Verwaltungsämter als Bezirks-Unterbehörden. Für das Verwaltungsamt Gelnhausen wurde Boch am 18. Januar 1849 zum Ersten Verwaltungsbeamten ernannt. Ende 1849 war die deutsche Revolution mit der Nationalversammlung in der Frankfurter Paulskirche und ihrer Verfassung zwar gescheitert, in Kurhessen bahnte sich jedoch ein neuer Konflikt an.

## Kurhessischer Verfassungskonflikt
Es ging um Steuern: Die Ständeversammlung des Kurfürstentums Hessen forderte die kurfürstliche Regierung am 31. August 1850 auf, das Budget (den Staatshaushalt) vorzulegen, um die bereits erhobenen Steuern zu legitimieren, denn Abgaben durften nach der Verfassung nicht ohne die Zustimmung der Stände erhoben werden (§ 143 der Verfassungsurkunde vom 5. Januar 1831). Daraufhin löste der Kurfürst die Ständeversammlung am 4. September 1850 auf und erließ die Verordnung, die Forterhebung der Steuern und Abgaben betreffend, die entgegen dem Wortlaut der Verfassung eine Ermächtigung enthielt, weiterhin Steuern zu erheben. Der Finanzminister trat zurück; zunächst die oberen Behörden in Kassel, dann auch die Beamten in den Bezirken und Verwaltungsämtern betrachteten die entsprechenden landesherrlichen Erlasse als verfassungswidrig und führten sie nicht durch. Die Gerichte (fünf Obergerichte und das oberste Gericht, das Ober-Appellationsgericht in Kassel) erklärten die kurfürstliche Verordnung für verfassungswidrig, der Kurfürst verhängte am 7. September 1850 das Kriegsrecht und wollte die Armee einsetzen; seine Offiziere verweigerten die Ausführung der Befehle und beriefen sich auf ihren Eid, wonach sie versprochen hatten, die Verfassung zu achten; über 80 % beantragten ihre Entlassung aus dem Dienst. Der Kurfürst beantragte beim Bundestag des Deutschen Bundes die Einmischung durch Bundesexekution, und ab dem 1. November 1850 rückten die Strafbayern, die den Bundesbeschluss ausführten, zügig zuerst in die kurhessischen Kreise an der nordbayerischen Grenze (Hanau, Gelnhausen, Schlüchtern und Fulda) ein und besetzten das Gebiet sowie die Hauptstadt Kassel.
Wie bei der Mehrheit der im ganzen liberal gesinnten kurhessischen Beamtenschaft brachte Boch das Festhalten am geleisteten Verfassungseid 1850 in Konflikt mit den Anordnungen der Regierung und schließlich auch der Militärkommandanten der Exekutionsstreitkräfte. Da er während des verhängten Kriegszustandes Anordnungen des militärischen Befehlshabers nicht befolgt und Proklamationen unerledigt zurückgeschickt hatte, wurde er von dem Kriegsgericht der eingerückten Bundesinterventionstruppen in Kassel unter Vorsitz des bayerischen Oberstleutnants Moritz Ritter von Peßler am 28. März 1851 wegen „Ungehorsams gegen Verfügungen des Oberbefehlshabers“ zu einer sechswöchigen Festungshaft verurteilt, die er auf der Festung Spangenberg verbüßte, da das kurhessische Kriegsministerium ein Begnadigungsgesuch am 6. Oktober 1851 abgelehnt hatte.
Schon vorher de facto an der Ausübung seines Amts gehindert, wurde er mit der Wiederherstellung des vormaligen Landratsamts am 20. September 1851 zur Disposition gestellt (Landräte waren disponible, d. h. jederzeit, auch in den Ruhestand, versetzbare Beamte). Er lebte in den folgenden Jahren ohne jedes Einkommen bei der Familie seiner Frau in Eschwege und wurde nach zahlreichen vergeblichen Gesuchen um Wiedereinstellung erst ab 16. Dezember 1862 kommissarisch bei der Regierungskommission in Schmalkalden beschäftigt.
Noch vom Kurfürsten am 28. April 1865 zum Landrat im Kreis Wolfhagen ernannt, wurde er in preußischer Zeit durch königliches Reskript (Erlass) vom 10. März 1868 nach Witzenhausen versetzt, wo er bis zu seinem Tode am 20. August 1878 als Landrat tätig war.
Thomas Boch war eines der am härtesten betroffenen Opfer der politischen Umwälzungen von 1850/51 im Verwaltungsdienst Kurhessens.